# Ciudad de Pontevedra 1996
Il Ciudad de Pontevedra 1996 è stato un torneo di tennis facente parte della categoria ITF Women's Circuit nell'ambito dell'ITF Women's Circuit 1996. Il montepremi del torneo era di $10 000 e si è svolto nella settimana tra il 16 e il 21 gennaio 1996 su campi in cemento. Il torneo si è giocato a Pontevedra in Spagna.

## Vincitori

### Singolare
Henriette van Aalderen ha sconfitto in finale  Alessia Lombardi con il punteggio di 7–5, 6–3.

### Doppio
Anne-Marie Mikkers /  Henriette van Aalderen hanno sconfitto in finale  Laurence Bois /  Emanuela Brusati con il punteggio di 6–2, 6–2.